# باشگاه فوتبال لیمنگتون
باشگاه فوتبال لیمنگتون (به انگلیسی: Lymington Town Football Club) یک باشگاه فوتبال در شهر لیمنگتون، کشور انگلستان است که در سال ۱۸۷۶ میلادی تأسیس شده‌است.